# قرن عطاء (العرش)

تعديل مصدري - تعديل

قرن عطاء هي إحدى قرى عزلة العرش بمديرية العرش التابعة لمحافظة البيضاء، بلغ تعداد سكانها 114 نسمة حسب تعداد اليمن لعام 2004.